# Lithobius carinatus
Lithobius carinatus är en mångfotingart som beskrevs av Ludwig Carl Christian Koch 1862. Lithobius carinatus ingår i släktet Lithobius och familjen stenkrypare. Inga underarter finns listade i Catalogue of Life.